# Thác Trắng (Minh Long)
Thác Trắng Minh Long là thác trên thượng nguồn sông Phước Giang, gần thôn Thượng Ðố, xã Thanh An , huyện Minh Long , tỉnh Quảng Ngãi, Việt Nam 
Thác được coi là đẹp nhất tỉnh Quảng Ngãi.
Từ huyện lỵ Long Hiệp 14°56′07″B 108°42′13″Đ / 14,935368°B 108,7035°Đ đi đến thác khoảng 7 km. Thác Trắng Minh Long nằm giữa vùng núi Trường Sơn trùng điệp. Ðộ cao của thác khoảng 40 - 50 mét. Từ trên cao, nước chảy xuống trắng xóa như dát bạc trên sườn núi đá dốc đứng. Dưới chân thác có hồ nước sâu tự nhiên rộng hàng trăm mét vuông, xanh biếc và mát lạnh. Từ chân thác này, nước theo con suối rộng khoảng 20 mét, lô nhô đá tảng giữa dòng, quanh có uốn khúc trong thung lũng trước khi chảy ra hợp nước với các khe suối khác. Giữa mùa hè nóng bức mà đến thác Trắng với không khí mát lành thì thật tuyệt.
Đây như một điểm hội tụ của người dân Quảng Ngãi. Nhất là vào dịp Tết hoặc lễ thì những người xa quê trở về đều sẽ ghé đến đây 1 lần. Và đó như một phong túc của người Quảng. Nếu bạn có ý định đến Quảng Ngãi du lịch thì đây là 1 địa điểm không thể bỏ qua.